# Pteronymia latilla
Pteronymia latilla är en fjärilsart som beskrevs av William Chapman Hewitson 1854. Pteronymia latilla ingår i släktet Pteronymia och familjen praktfjärilar. Inga underarter finns listade.

## Bildgalleri

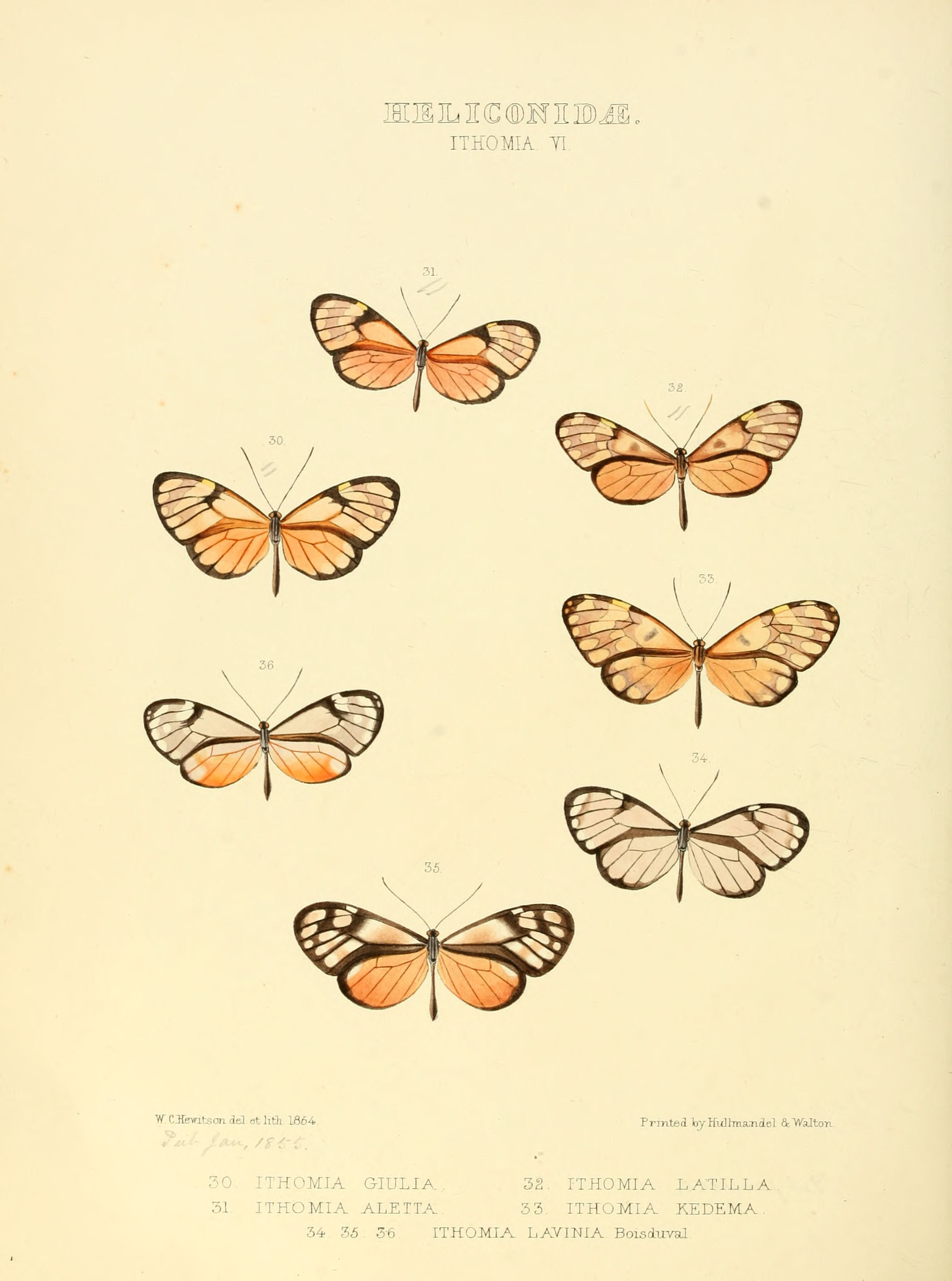